# Solavågen
Solavågen (også skrevet Solevåg) er en by  i Sula kommune på Sunnmøre. Den ligger omkring 9 kilometer sydøst for kommunens administrationsby Langevåg. 
Solavågen havde i 1998 omkring 1.156 indbyggere, men har siden haft stor befolkningsvækst. Byen ligger langs Storfjorden med færgeforbindelsen Festøy - Solevåg,der med relativt nye bilfærger fra 2010 fører Europavej E39 over fjorden. 
62°25′01″N 06°19′40″Ø / 62.41694°N 6.32778°Ø